# Delphi Corporation
Delphi Corporation este o companie americană producătoare de componente auto.

## Delphi în România
Prima investiție Delphi în România, unitatea de Arhitectură Electrică și Electronică, a fost demarată în 1997 la Sânnicolau Mare și a fost finalizată în 1999, totalizând o suprafață de producție de 22.0000 de metri pătrați.
A doua fabrică Delphi, cea de la Ineu, a fost construită în 2004.
Fabricile din Ardeal furnizează sisteme de cablaje pentru interiorul automobilelor către constructori auto din Europa.
Compania este prezentă în România și prin divizia Diesel, care spre finalul anului 2009 urmează să înceapă producția pe scară largă la fabrica de sisteme de injecție din Iași.
Investiția pentru fabrica din Iași este de peste 140 milioane euro la care a participat și Guvernul României . Valoarea totală a ajutorului de stat aprobat pentru investiția Delphi este în jur de 24 de milioane de euro.
Număr de angajați:
- 2009: 6.500[2]
- 2007: 10.000[1]

Cifra de afaceri în 2005: 140 milioane euro